# Torrijo del Campo

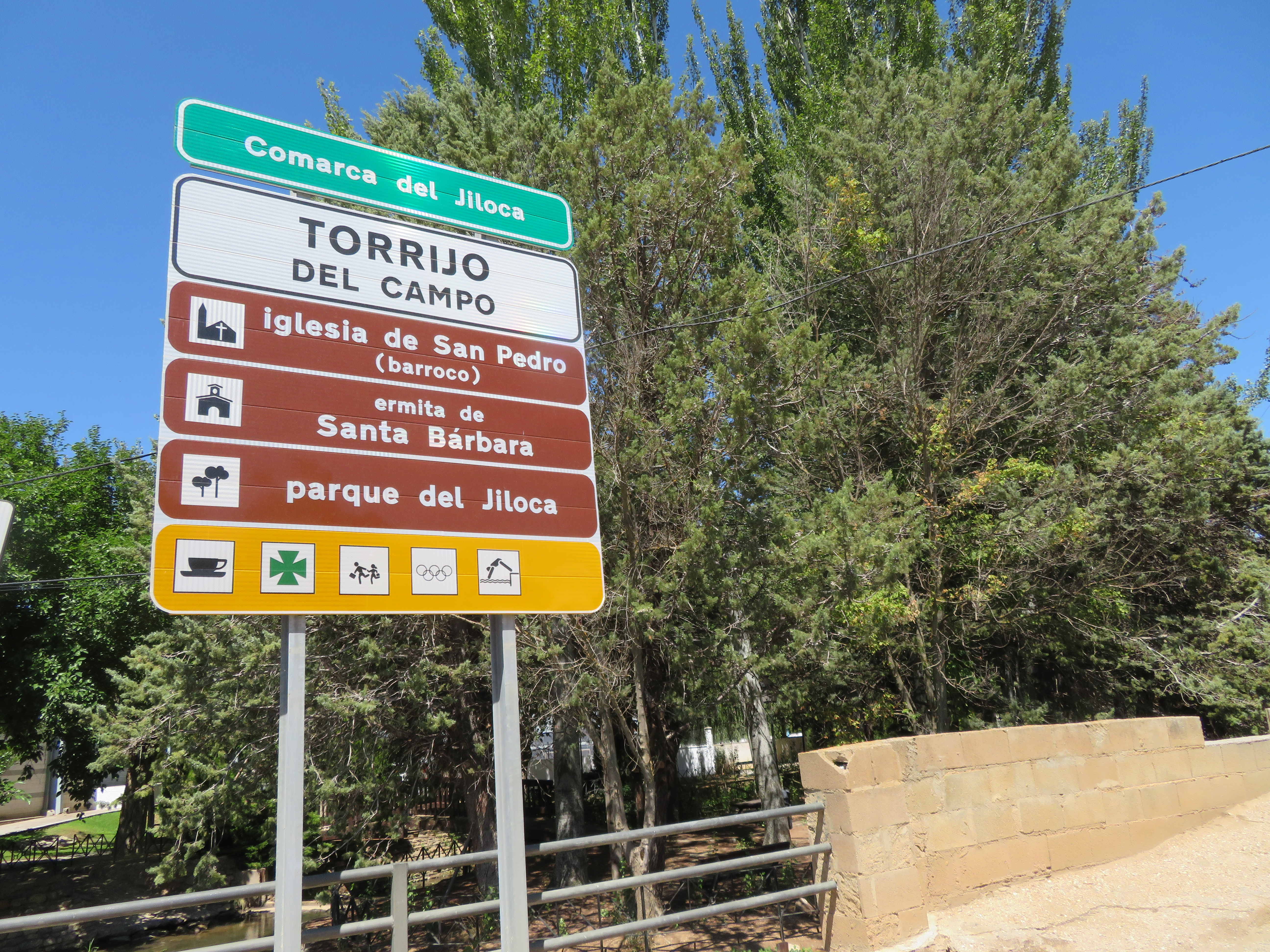
Torrijo del Campo

Torrijo del Campo ist ein Ort und eine Gemeinde (municipio) mit nur noch 502 Einwohnern (Stand: 2024) im äußersten Norden der Provinz Teruel in der autonomen Region Aragonien im östlichen Zentrum von Spanien. Die Gemeinde gehört zur bevölkerungsarmen Serranía Celtibérica. 

## Lage und Klima
Torrijo del Campo liegt in den Bergen der Sierra de Cucalón am Río Jiloca in ca. 925 m Höhe und ist ca. 60 km (Fahrtstrecke) in nordnordwestlicher Richtung von der Provinzhauptstadt Teruel entfernt. Durch die Gemeinde führt die Autovía A-23.
Das Klima ist trotz der Höhenlage gemäßigt bis warm; Regen (ca. 504 mm/Jahr) fällt übers Jahr verteilt.

## Bevölkerungsentwicklung
| Jahr      | 1970 | 1981 | 1991 | 2001 | 2011 | 2021 |
| Einwohner | 921  | 728  | 685  | 559  | 499  | 469  |

Die Mechanisierung der Landwirtschaft sowie die Aufgabe bäuerlicher Kleinbetriebe und der daraus resultierende Verlust an Arbeitsplätzen haben seit der Mitte des 20. Jahrhunderts zu einer Landflucht geführt.

## Wirtschaft
Caminreal ist traditionell landwirtschaftlich orientiert, wobei die Viehzucht die größte Rolle spielt. Auch Handwerker hatten sich im Ort niedergelassen. Der Tourismus in Form der Vermietung von Ferienwohnungen spielt kaum eine Rolle.

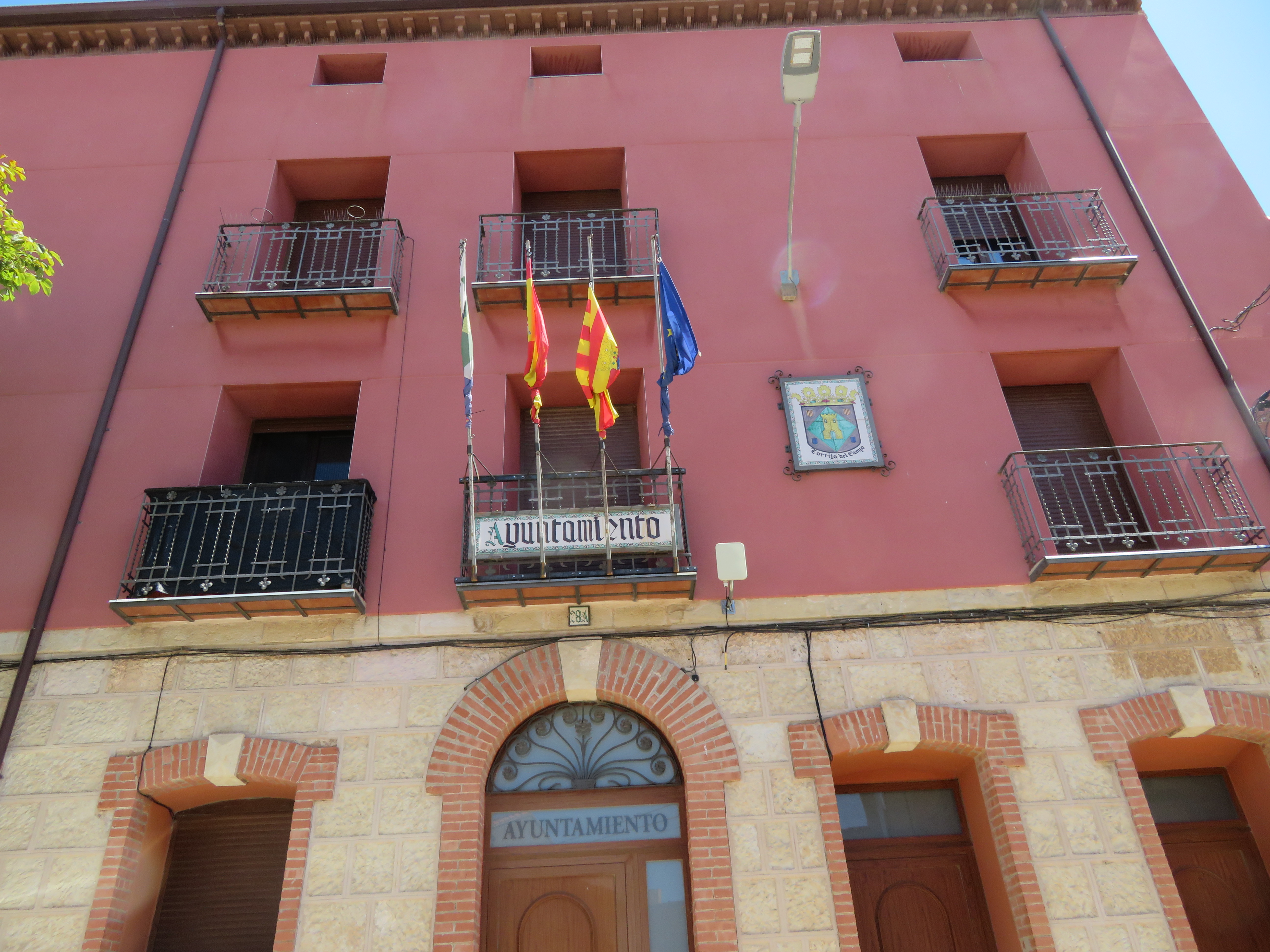
Torrijo del Campo

## Sehenswürdigkeiten

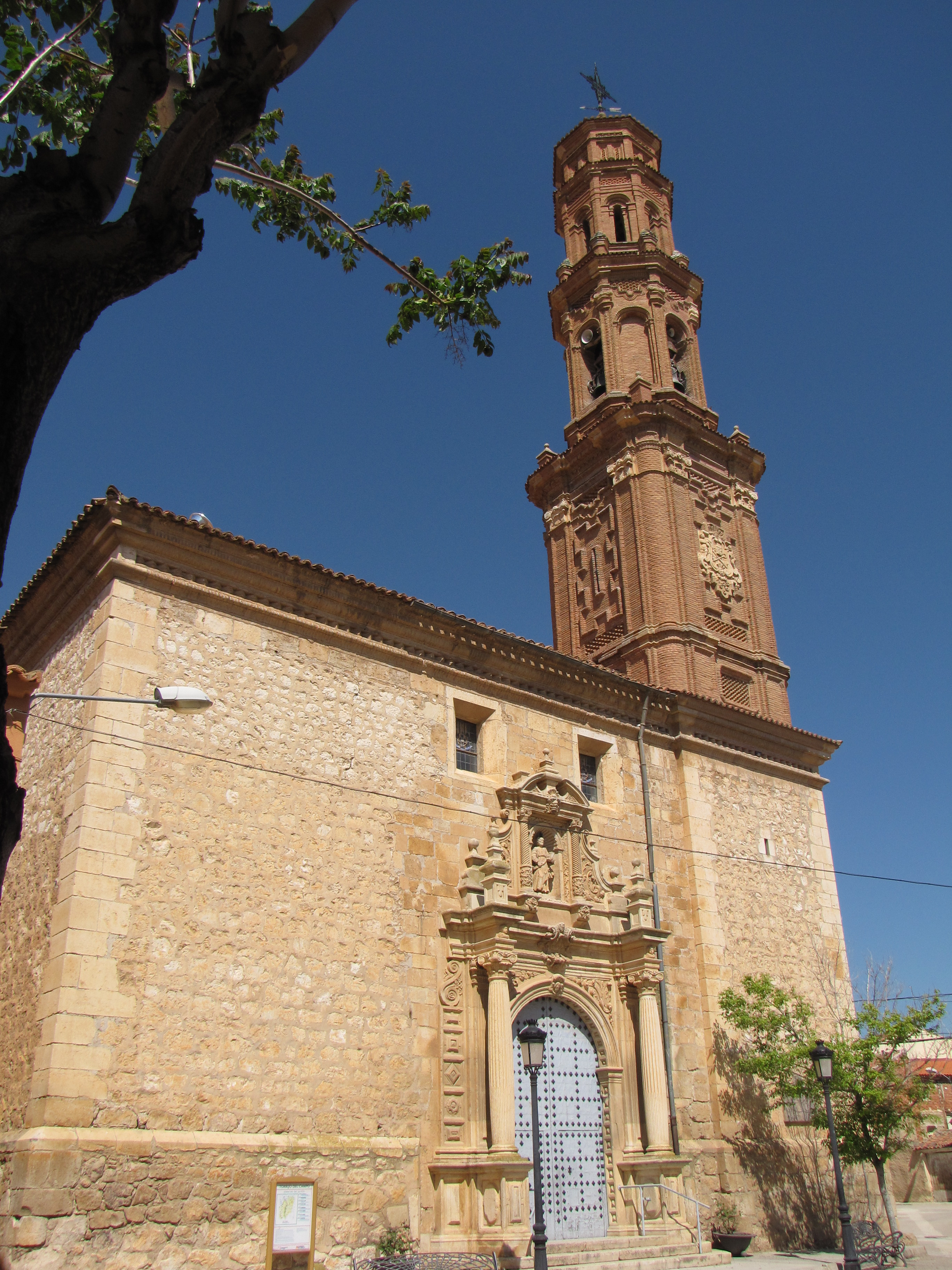
Peterskirche
- Fabianus-und-Sebastianus-Kapelle
- Barbarakapelle

- Peterskirche

## Persönlichkeiten
- León Villuendas Polo (1885–1968), Bischof von Teruel und Albarracín